# Vita ce n'è
Vita ce n'è è il quattordicesimo album in studio del cantautore italiano Eros Ramazzotti, pubblicato il 23 novembre 2018.

## Tracce

### Vita ce n'è
1. Per il resto tutto bene – 3:24 (testo: Cheope, Eros Ramazzotti – musica: Fabio Gargiulo, Federica Abbate)
2. Vita ce n'è – 3:11 (testo: Eros Ramazzotti, Domenico Calabrò, Matteo Buzzanca – musica: Domenico Calabrò, Matteo Buzzanca)
3. Vale per sempre (feat. Alessia Cara) – 3:24 (testo: Cheope, Ray Heffernan – musica: Dario Faini, Eros Ramazzotti, Federica Abbate, Tommaso Paradiso)
4. Siamo – 3:38 (testo: Cheope – musica: Dario Faini, Eros Ramazzotti, Federica Abbate)
5. In primo piano – 3:41 (testo: Jovanotti – musica: Jovanotti, Christian Rigano, Riccardo Onori)
6. Ti dichiaro amore – 3:35 (Bungaro, Cesare Chiodo, Edwyn Roberts, Eros Ramazzotti, Stefano Marletta)
7. Per le strade una canzone (feat. Luis Fonsi) – 3:30 (testo: Cheope, Ignacio Maño Guillen – musica: Mattia Cerri, Eros Ramazzotti, Federica Abbate)
8. Una vita nuova – 3:31 (testo: Cheope – musica: Mattia Cerri, Eros Ramazzotti, Federica Abbate)
9. Ho bisogno di te – 3:22 (testo: Enrico Nigiotti – musica: Enrico Nigiotti, Eros Ramazzotti)
10. Due volontà – 3:33 (testo: Paolo Antonacci – musica: Paolo Antonacci, Placido Salamone)
11. Nati per amare – 4:16 (Fortunato Zampaglione)
12. Dall'altra parte dell'infinito – 3:58 (testo: Cheope, Eros Ramazzotti – musica: Eros Ramazzotti, Federica Abbate)
13. Buonamore – 3:42 (testo: Cheope, Eros Ramazzotti – musica: Eros Ramazzotti, Federica Abbate)
14. Avanti così – 3:26 (testo: Mogol – musica: Mario Lavezzi)
15. Per il resto tutto bene (feat. Helene Fischer) – 3:24 (testo: Cheope, Eros Ramazzotti – musica: Fabio Gargiulo, Federica Abbate)

Durata totale: 53:35

### Hay vida
Gli adattamenti in lingua spagnola sono firmati da Ignacio Maño Guillen, eccetto dove indicato.
1. Por el resto todo bien – 3:24 (testo: Cheope, Eros Ramazzotti – musica: Fabio Gargiulo, Federica Abbate)
2. Hay vida – 3:11 (testo: Eros Ramazzotti, Domenico Calabrò, Matteo Buzzanca – musica: Domenico Calabrò, Matteo Buzzanca)
3. Vale por siempre (feat. Alessia Cara) – 3:24 (testo: Cheope, Ray Heffernan – musica: Dario Faini, Eros Ramazzotti, Federica Abbate, Tommaso Paradiso)
4. Somos – 3:38 (testo: Cheope – musica: Dario Faini, Eros Ramazzotti, Federica Abbate)
5. En primer plano – 3:41 (testo: Jovanotti – musica: Jovanotti, Christian Rigano, Riccardo Onori)
6. Te declaro amor – 3:35 (Bungaro, Cesare Chiodo, Edwyn Roberts, Eros Ramazzotti, Stefano Marletta)
7. Por las calles las canciones (feat. Luis Fonsi) – 3:30 (testo: Cheope, Ignacio Maño Guillen – musica: Mattia Cerri, Eros Ramazzotti, Federica Abbate)
8. Una vida nueva – 3:31 (testo: Cheope – musica: Mattia Cerri, Eros Ramazzotti, Federica Abbate)
9. Necesito de ti – 3:22 (testo: Enrico Nigiotti – musica: Enrico Nigiotti, Eros Ramazzotti)
10. Dos voluntades – 3:33 (testo: Paolo Antonacci – musica: Paolo Antonacci, Placido Salamone)
11. Nacidos para amarnos – 4:16 (Fortunato Zampaglione)
12. Al otro lado del infinito – 3:58 (testo: Cheope, Eros Ramazzotti – musica: Eros Ramazzotti, Federica Abbate)
13. Buen amor – 3:42 (testo: Cheope, Eros Ramazzotti – musica: Eros Ramazzotti, Federica Abbate)
14. Sigamos así – 3:26 (testo: Mogol – musica: Mario Lavezzi)

Durata totale: 50:11

## Classifiche

### Classifiche settimanali
| Classifica (2018) | Posizione massima |
| ----------------- | ----------------- |
| Austria           | 1                 |
| Belgio (Fiandre)  | 12                |
| Belgio (Vallonia) | 6                 |
| Croazia           | 5                 |
| Francia           | 45                |
| Germania          | 7                 |
| Italia            | 1                 |
| Paesi Bassi       | 22                |
| Repubblica Ceca   | 21                |
| Spagna            | 6                 |
| Svizzera          | 1                 |
| Ungheria          | 22                |

### Classifiche di fine anno
| Classifica (2018) | Posizione |
| ----------------- | --------- |
| Austria           | 53        |
| Belgio (Vallonia) | 66        |
| Italia            | 22        |
| Svizzera          | 42        |
| Classifica (2019) | Posizione |
| Italia            | 62        |
| Svizzera          | 35        |